# Sac de Spolète
Guerres entre guelfes et gibelins
Batailles
1150 – 1200
- Vernavola (1154)
- Spolète (1155)
- Tortone (1155)
- Milan (1158)
- Siziano (1159)
- Crema (1159)
- Carcano (1160)
- Milan (1162)
- Prataporci (1167)
- Alexandrie (1174-1175)
- Legnano (1176)

1201 – 1250
- Calcinato (1201)
- Casei Gerola (1213)
- Cortenuova (1237)
- Brescia (1238)
- Faenza (1239)
- Giglio (1241)
- Viterbe (1243)
- Parme (1248)
- Fossalta (1249)
- Cingoli (1250)

1251 – 1300
- Bataille de Montebruno (1255)
- Cassano (1259)
- Montaperti (1260)
- Bénévent (1266)
- Tagliacozzo (1268)
- Colle (1269)
- Roccavione (1275)
- Desio (1277)
- Forlì (1282)
- Pieve al Toppo (1288)
- Campaldino (1289)

1301 – 1350
- Pavie (1302)
- La Lastra (1304)
- Milan (1311)
- Soncino (1312)
- Gaggiano (1313)
- Rho (1313)
- Ponte San Pietro (1313)
- Scrivia (1315)
- Montecatini (1315)
- Pavie (1315)
- Sestri (1318)
- Bardi (1321)
- Mirandola (1321)
- Gorgonzola (1323)
- Vaprio d'Adda (1324)
- Altopascio (1324)
- Zappolino (1325)
- San Felice (1332)
- San Quirico (1341)
- Gamenario (1345)

1351 – 1402
- Mirandola (1355)
- Casorate (1356)
- Solara (1356)
- Alexandrie (1391)
- Casalecchio (1402)

La sac de Spolète est une bataille survenue en 1155 à Spolète dans l'actuelle région d'Ombrie en Italie qui opposa la cité de Spolète aux troupes du Saint-Empire. L'empereur Frédéric Barberousse est alors allié du pape Adrien VI dans une période de trêve dans la lutte du sacerdoce et de l'Empire. Le combat se termine par la destruction de la ville. 

## Contexte historique
Avec d'autres fiefs, la ville de Spolète est léguée au pape Grégoire VII par la puissante comtesse Mathilde de Toscane mais elle s'efforce de maintenir son indépendance.

## Le sac
En 1154, Frédéric Barberousse, récemment élu empereur, mène une première expédition en Italie pour rétablir son allié, le pape Adrien VI. En chemin, il punit durement les cités italiennes qui contestent son autorité. Il fait brûler Chieri et Asti, évacuées par leurs habitants. Tortone subit le même sort après un siège de deux mois, du 13 février au 15 avril 1155. Après son couronnement à Rome par le pape le 18 juin 1155, sur le chemin du retour, il prend et fait raser Spolète avant de disperser son armée à Ancône et d'échapper de justesse à une embuscade des Véronais de nouveau révoltés.

## Conséquences
La cathédrale Notre-Dame de l'Assomption, détruite par les impériaux, est rebâtie entre 1175 et 1227. Des fragments de l'ancien édifice sont encore visibles dans l'entrée et dans la crypte. Par la suite, la ville est occupée à partir de 1213 par le pape Grégoire IX. Pendant l'absence de la cour papale à Avignon, elle est la proie des luttes entre Guelfes et Gibelins, jusqu'à ce que, en 1354, le cardinal Albornoz la ramène définitivement sous l'autorité des États pontificaux.

## Dans les arts
Vers 1360, le peintre Guariento di Arpo réalise une série de peintures, dont une de la prise de Spolète, dans la salle du Grand Conseil de la république de Venise.